# 午夜风铃
《午夜風鈴》是一部台灣電視劇，又名午夜情挑，於1998年在華視播出，導演王曉海。

## 演員列表
| 演員   | 角色          |
| 席曼寧 | 李祖容        |
| 李興文 | 陳子建        |
| 陳仙梅 | 張靜文/張雅賢 |
| 張世   | 夏鴻飛        |
| 王佩韻 | 江華生        |
| 宋宜芳 | 王淑芬        |
| 別霖   | 吳鳳英        |
| 蕭葒   | 王傳真        |
| 隨愛朋 | 高士偉        |
| 劉尚謙 |               |